# Roma-Nápoles-Roma
La Roma-Nápoles-Roma es una antigua y desaparecida carrera ciclista italiana por etapas disputada entre las ciudades de Roma y Nápoles desde 1902 hasta 1961.

## Historia de la prueba
En sus comienzos, hasta 1934, la competición fue llamada «Carrera del 20 de septiembre». Hasta ese año, todos los vencedores fueron italianos tales como Costante Girardengo y Alfredo Binda. No se disputó durante 15 años y reapareció en 1950, con el nombre «GP Cyclomotoristico». Su palmarés incluye ciclistas internacionales, por las victorias de los franceses Louison Bobet y Jean Robic, y la del suizo Ferdi Kübler, entre otros. La última edición fue en 1961 y fue ganada por Jean Graczyk.

## Palmarés
| Año                                                                                         | Ganador             | Segundo             | Tercero                   |
| ------------------------------------------------------------------------------------------- | ------------------- | ------------------- | ------------------------- |
| Roma-Nápoles-Roma                                                                           |                     |                     |                           |
| 1902                                                                                        | Ferdinand Grammel   | Alfredo Jacorossi   | Enzo Spadoni              |
| 1903                                                                                        | Enzo Spadoni        | Angelo De Rossi     | Labindo Mancinelli        |
| 1904                                                                                        | Achille Galadini    | Pierino Albini      | Ferdinand Grammel         |
| 1905                                                                                        | Eberardo Pavesi     | Giulio Modesti      | Alfredo Jacobini          |
| 1906                                                                                        | Carlo Galetti       | Amadeo Baiocco      | Ferdinand Grammel         |
| 1907                                                                                        | Giovanni Gerbi      | Alfredo Jacobini    | Umberto Zoffoli           |
| 1908                                                                                        | Giovanni Gerbi      | Luigi Chiodi        | Luigi Ganna               |
| 1909                                                                                        | Giovanni Gerbi      | Eberardo Pavesi     | Pietro Aymo               |
| 1910                                                                                        | Mario Bruschera     | Luigi Ganna         | Carlo Galetti             |
| 1911                                                                                        | Dario Beni          | Carlo Galetti       | Ugo Agostoni              |
| 1912                                                                                        | Dario Beni          | Giuseppe Santhià    | Gino Brizzi               |
| 1913                                                                                        | Costante Girardengo | Giosuè Lombardi     | Luigi Ganna Carlo Galetti |
| 1914                                                                                        | Dario Beni          | Ugo Agostoni        | Giuseppe Pifferi          |
| 1915-1918 ediciones no realizadas debido a la Primera Guerra Mundial Corsa del XX Settembre |                     |                     |                           |
| 1919                                                                                        | Alfredo Sivocci     | Giuseppe Azzini     | Giosuè Lombardi           |
| 1920                                                                                        | Angiolo Marchi      | Lauro Bordin        | Nicola Di Biase           |
| 1921                                                                                        | Costante Girardengo | Gaetano Belloni     | Federico Gay              |
| 1922                                                                                        | Costante Girardengo | Federico Gay        | Emilio Petiva             |
| 1923                                                                                        | Costante Girardengo | Giuseppe Azzini     | Federico Gay              |
| 1924                                                                                        | Romolo Lazzaretti   | Michele Gordini     | Costante Girardengo       |
| 1925                                                                                        | Costante Girardengo | Gaetano Belloni     | Adriano Zanaga            |
| 1926                                                                                        | Alfredo Binda       | Leonida Frascarelli | Giuseppe Pancera          |
| 1927                                                                                        | Giuseppe Pancera    | Pietro Fossati      | Michele Gordini           |
| Roma-Nápoles-Roma                                                                           |                     |                     |                           |
| 1928                                                                                        | Antonio Negrini     | Luigi Giacobbe      | Pietro Fossati            |
| 1929                                                                                        | Gaetano Belloni     | Domenico Piemontesi | Pietro Bestetti           |
| 1930                                                                                        | Michele Mara        | Raffaele Di Paco    | Domenico Piemontesi       |
| 1931-1933 ediciones no realizadas                                                           |                     |                     |                           |
| 1934                                                                                        | Learco Guerra       | Umberto Guarducci   | Isidoro Piubellini        |
| 1935-1949 ediciones no realizadas Gran Premio Ciclomotoristico                              |                     |                     |                           |
| 1950                                                                                        | Jean Robic          | Fausto Coppi        | Louison Bobet             |
| 1951                                                                                        | Ferdinand Kübler    | Guido de Santi      | Nedo Logli                |
| 1952                                                                                        | Fiorenzo Magni      | Stan Ockers         | Jean Robic                |
| 1953                                                                                        | Fiorenzo Magni      | Stan Ockers         | Bruno Monti               |
| 1954                                                                                        | Bruno Monti         | Fausto Coppi        | Rik Van Steenbergen       |
| 1955                                                                                        | Bruno Monti         | Nino Defilippis     | Fausto Coppi              |
| 1956                                                                                        | Stan Ockers         | Bruno Monti         | Charly Gaul               |
| 1957                                                                                        | Wout Wagtmans       | Miguel Poblet       | Aldo Moser                |
| 1958                                                                                        | Jos Hoevenaers      | Miguel Poblet       | Giuseppe Fallarini        |
| 1959                                                                                        | Louison Bobet       | Gastone Nencini     | Armando Pellegrini        |
| 1960                                                                                        | Louison Bobet       | Wout Wagtmans       | Carlo Brugnami            |
| 1961                                                                                        | Jean Graczyk        | Graziano Battistini | Hilaire Couvreur          |

## Palmarés por países
| País         | Victorias |
| ------------ | --------- |
| Italia       | 30        |
| Francia      | 4         |
| Bélgica      | 2         |
| Suiza        | 1         |
| Países Bajos | 1         |